# داگلاس وییرا
داگلاس وییرا (پرتغالی: Douglas Vieira؛ زادهٔ ۱۷ ژوئن ۱۹۶۰) جودوکار اهل برزیل بود.